# Coll (cartes)
Un coll (pal és un castellanisme) és cadascuna de les agrupacions de figures o símbols similars d'un joc de cartes. Aquests colls categoritzen les cartes en grups i dins de cada un, les cartes s'ordenen per valor. Aquest sistema permet tant distingir les cartes (sols hi ha una carta d'una valor per cada coll) com classificar-les per a obtenir més o menys puntuació en els diferents jocs. Per exemple, en una joc de cartes francès, el vuit de cors valdrà més que el set de cors.
Els jocs de cartes tradicionals occidentals consten de quatre colls diferents i cadascun d'ells té una simbologia associada a part del seu rol dins dels jocs. A la baralla francesa els colls són cors, diamants, trèvols i piques, mentre que a la baralla espanyola els colls corresponents són copes, ors, bastos i espases. Hi ha, però, jocs de cartes amb més colls, essent cinc els més comuns, com el que s'usa al tarot.